# Llista d'estadis de Noruega

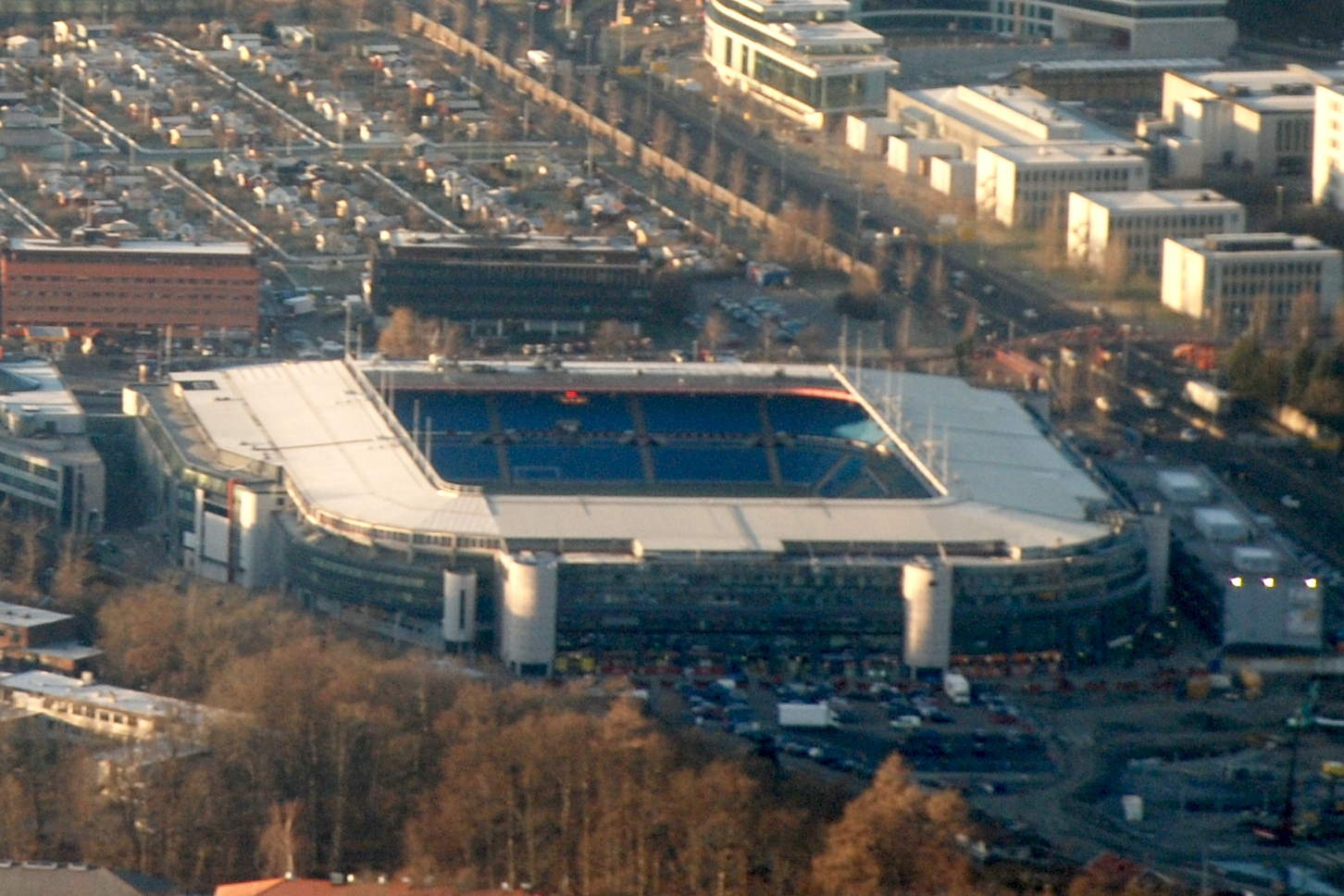
Ullevaal Stadion

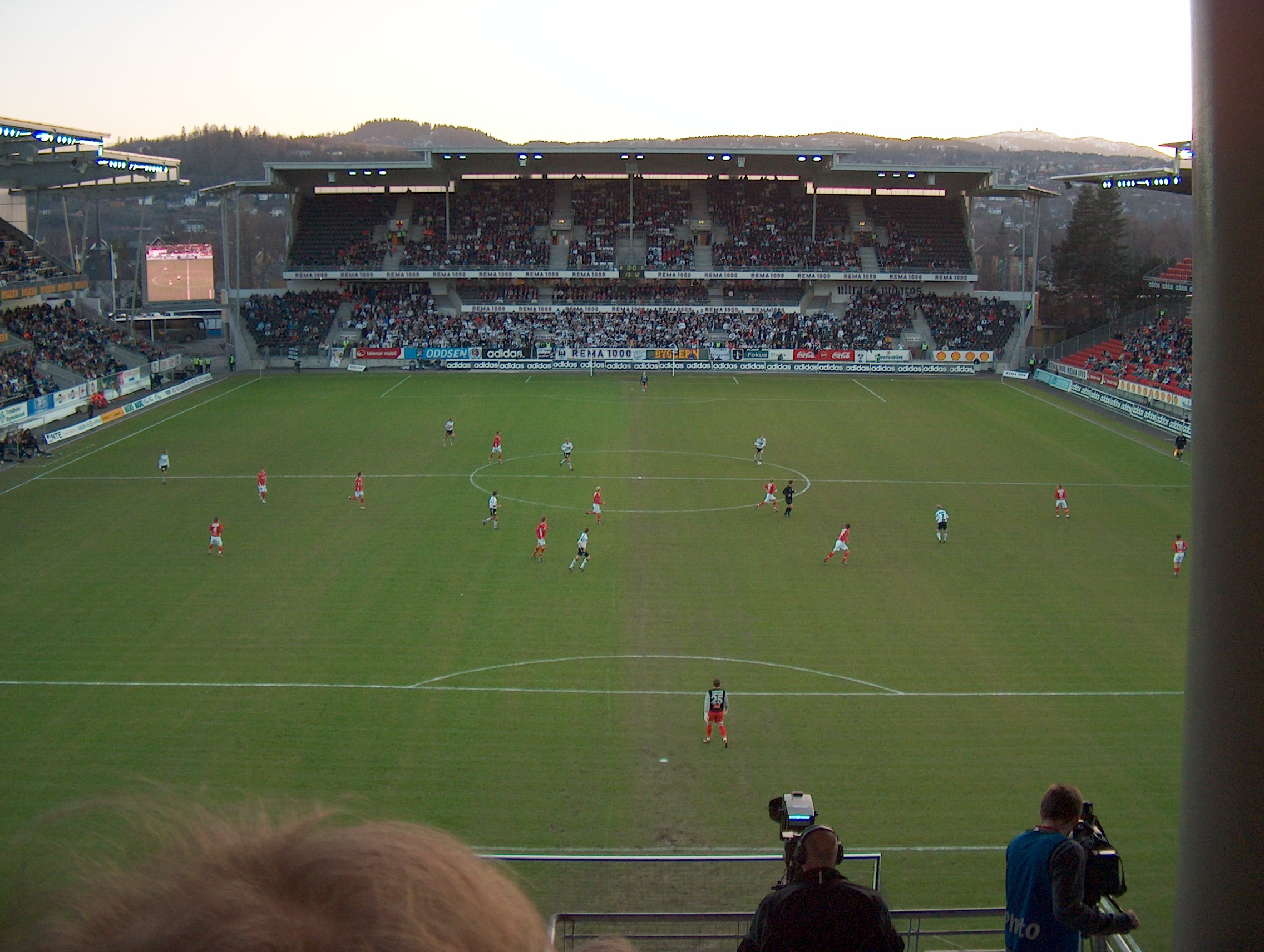
Lerkendal Stadion

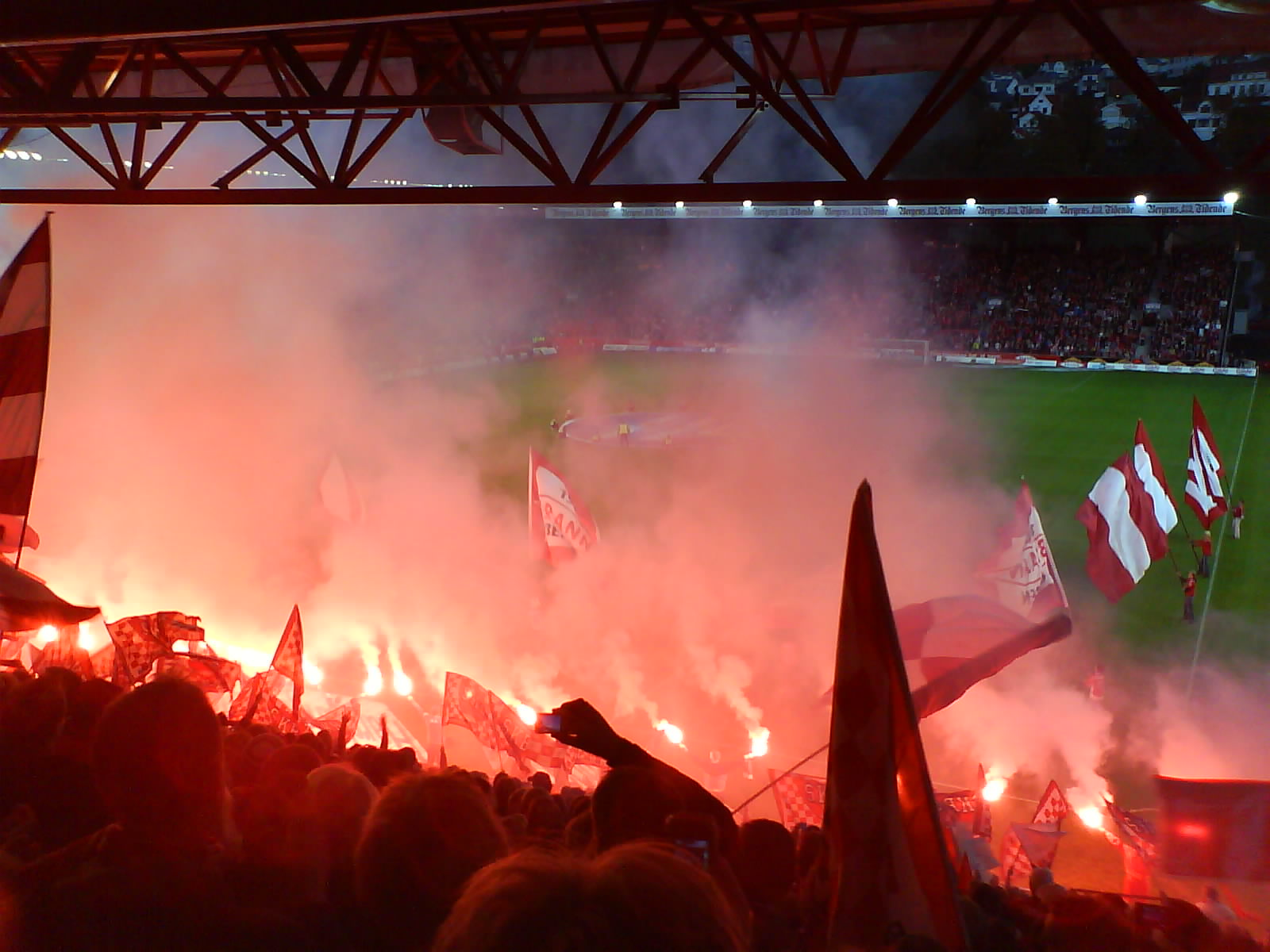
Brann Stadion

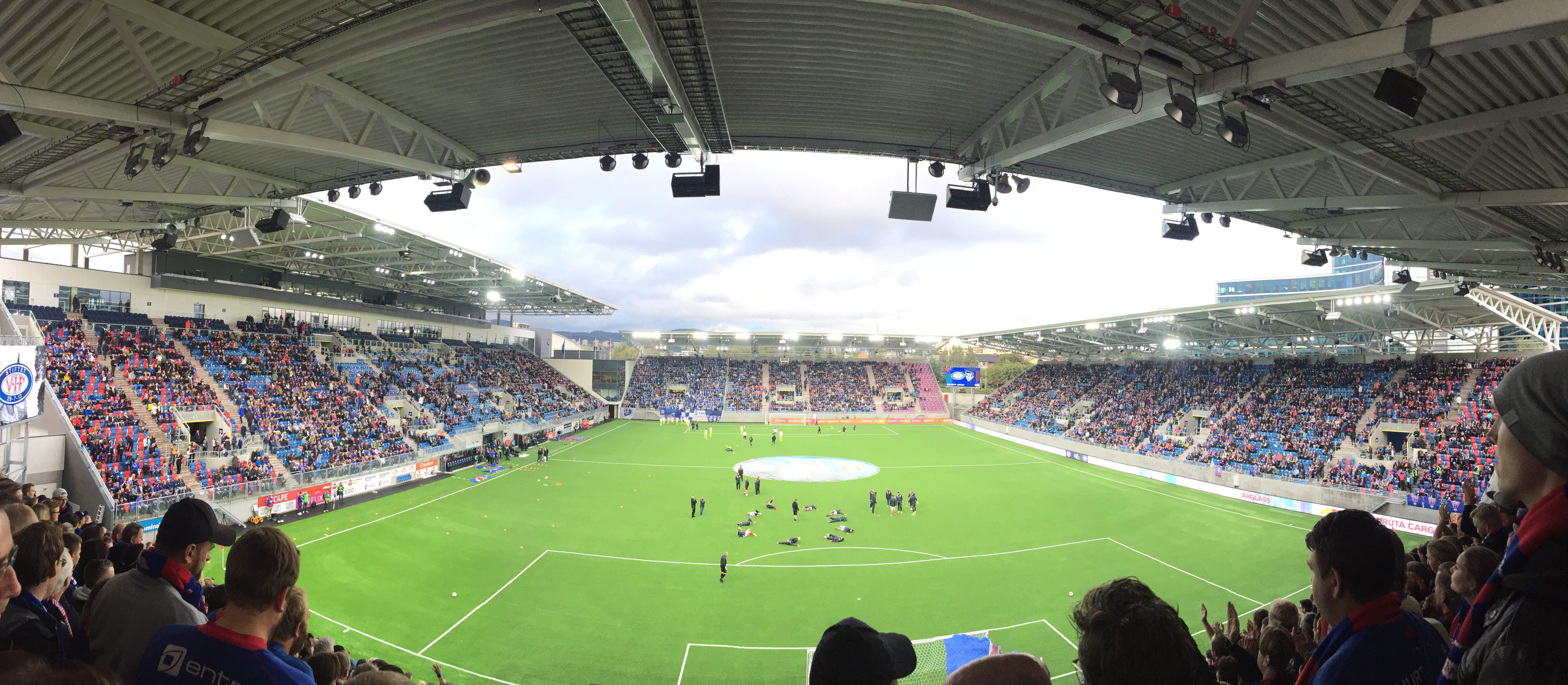
Intility Arena

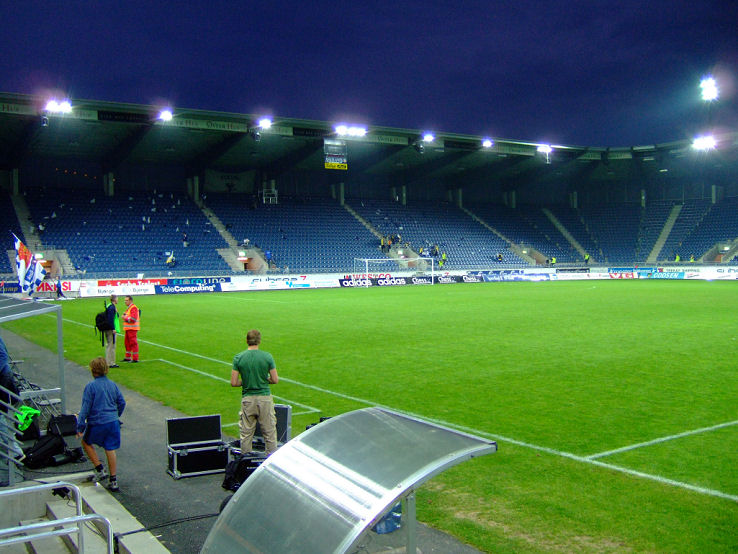
Viking Stadion

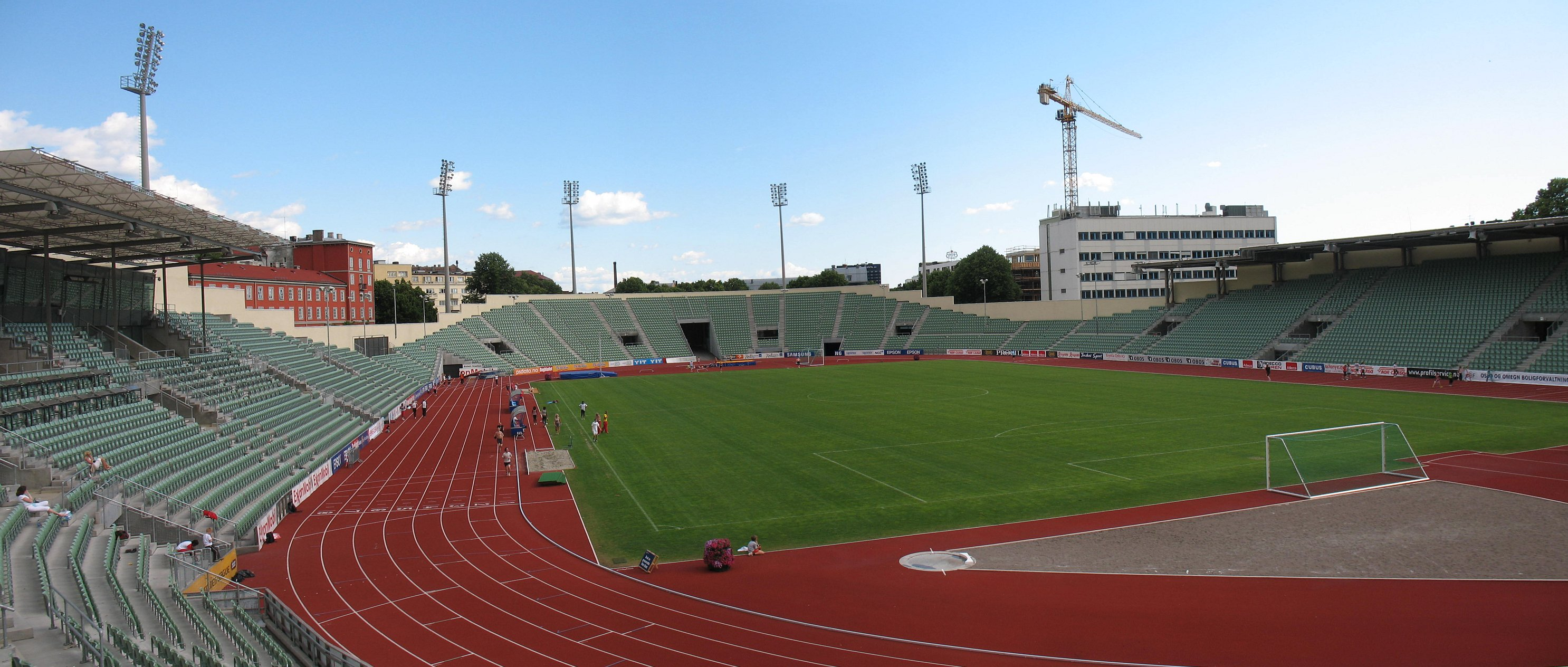
Bislett Stadion

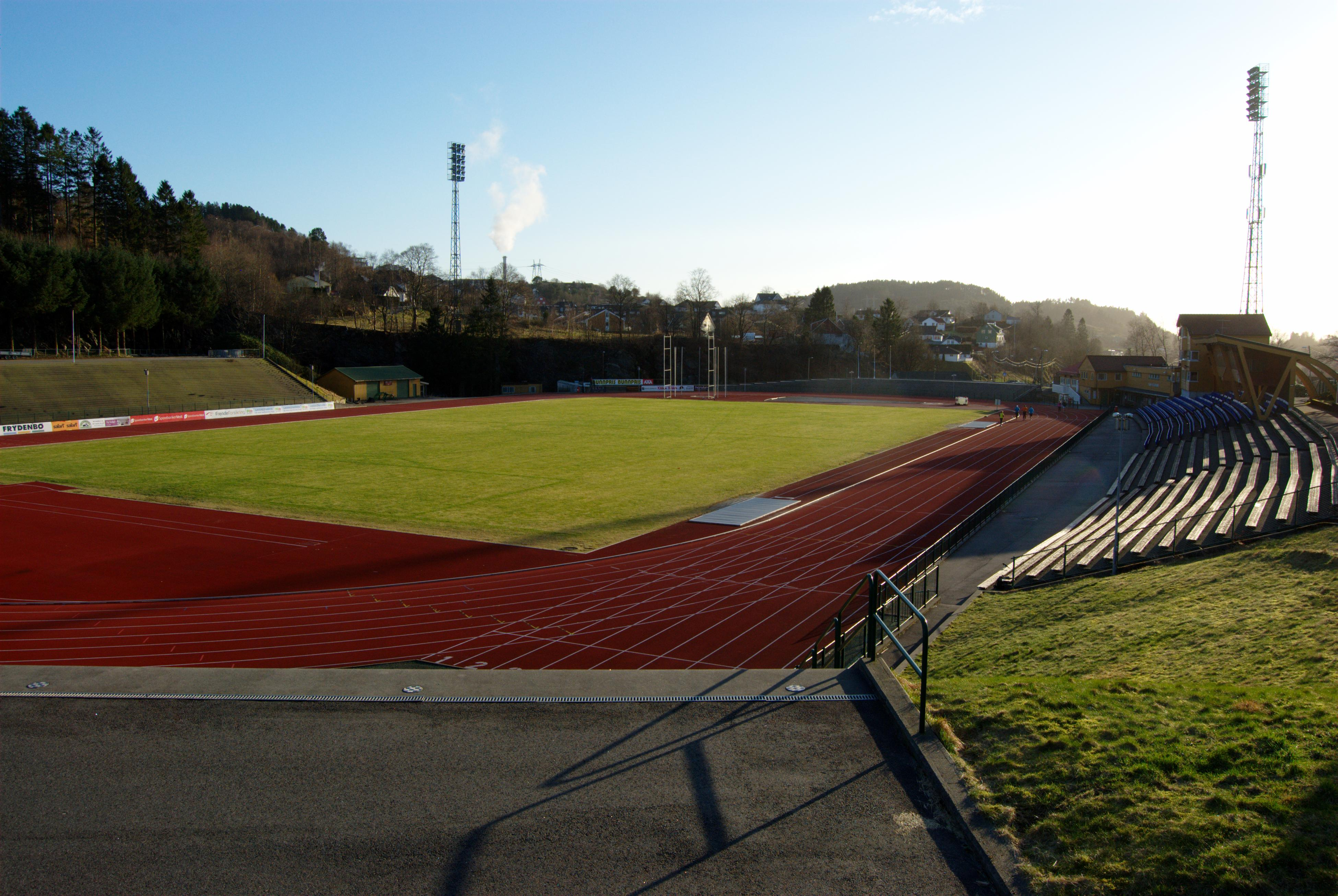
Fana Stadion

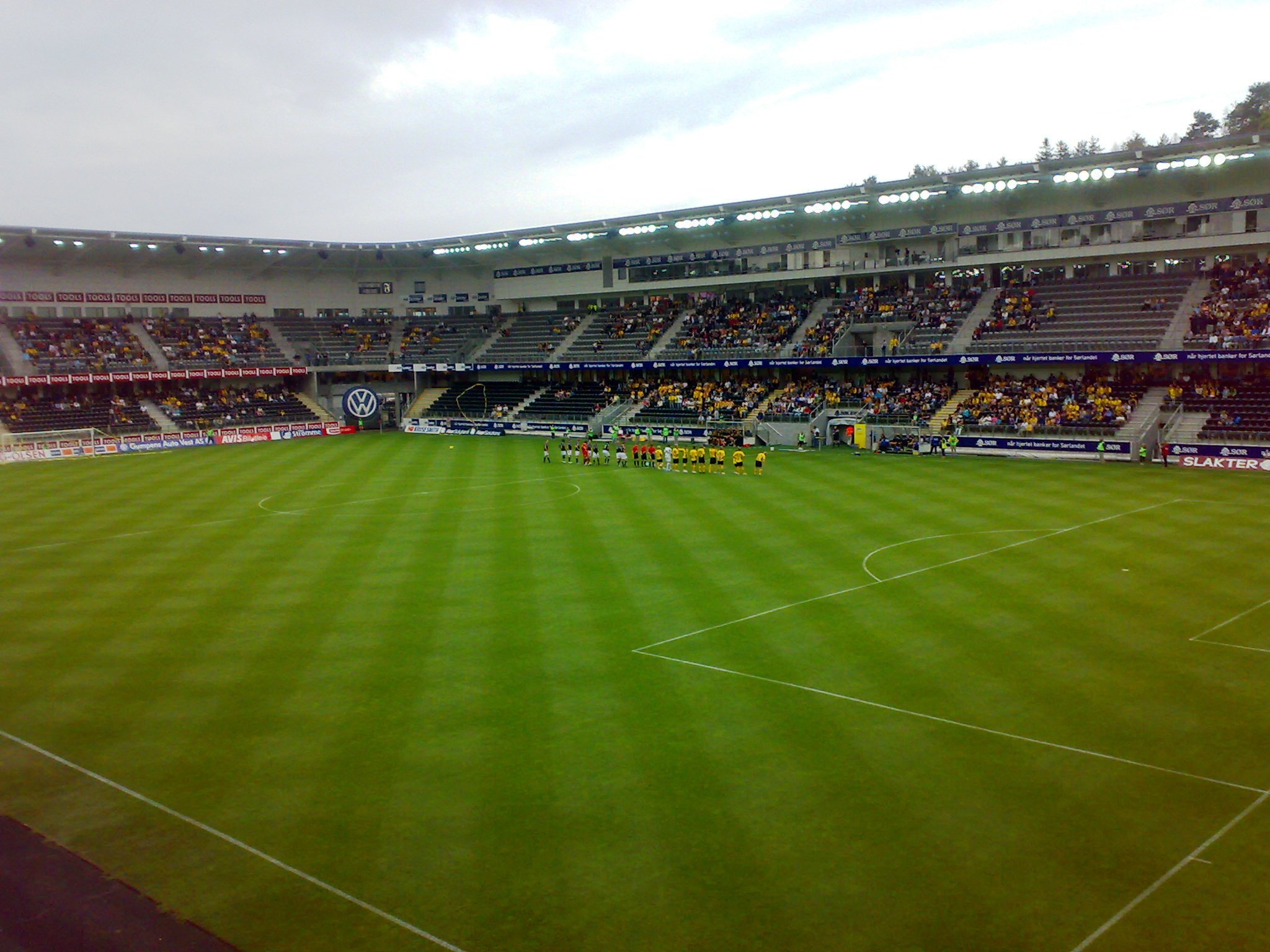
Sør Arena

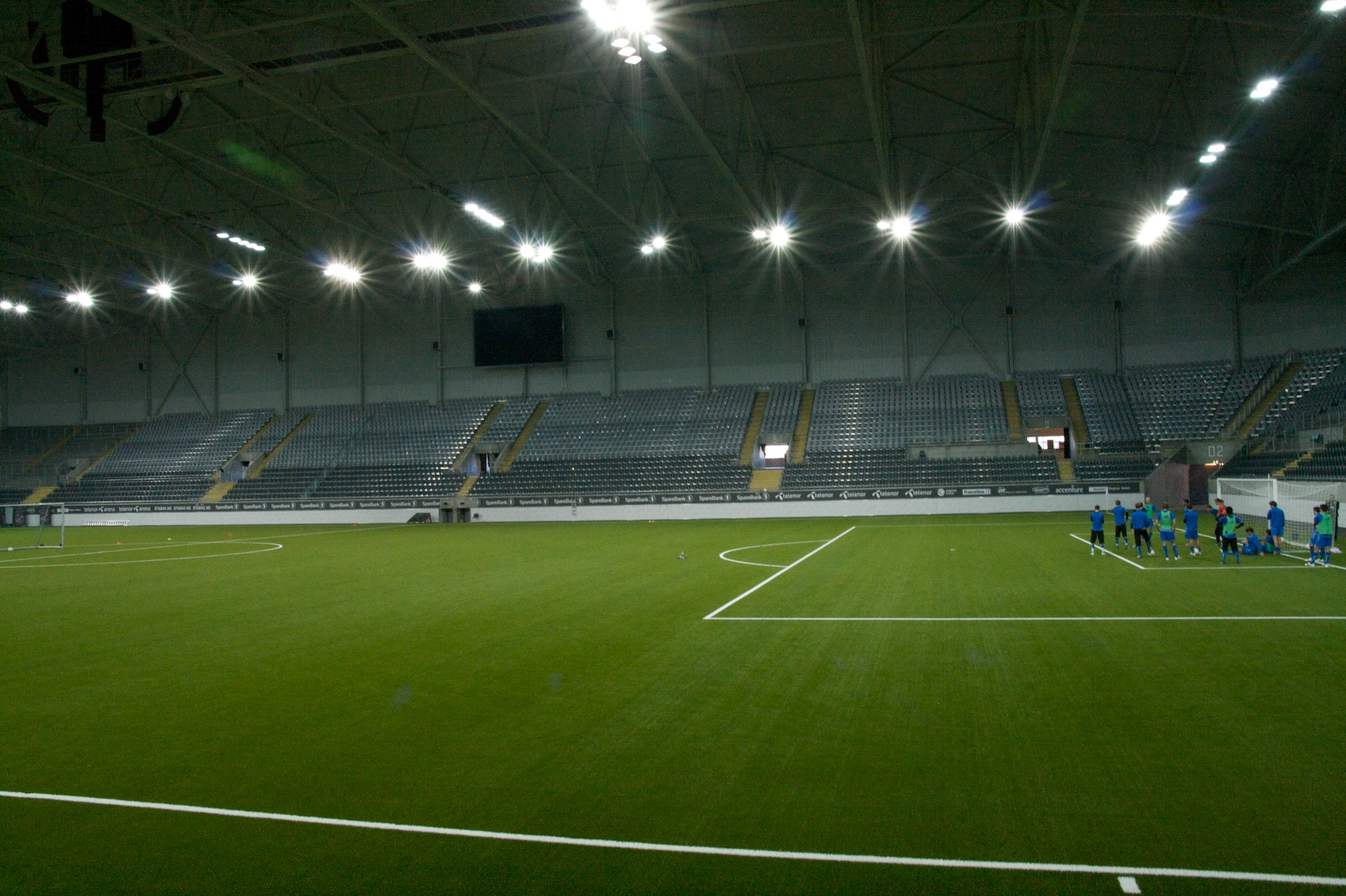
Telenor Arena

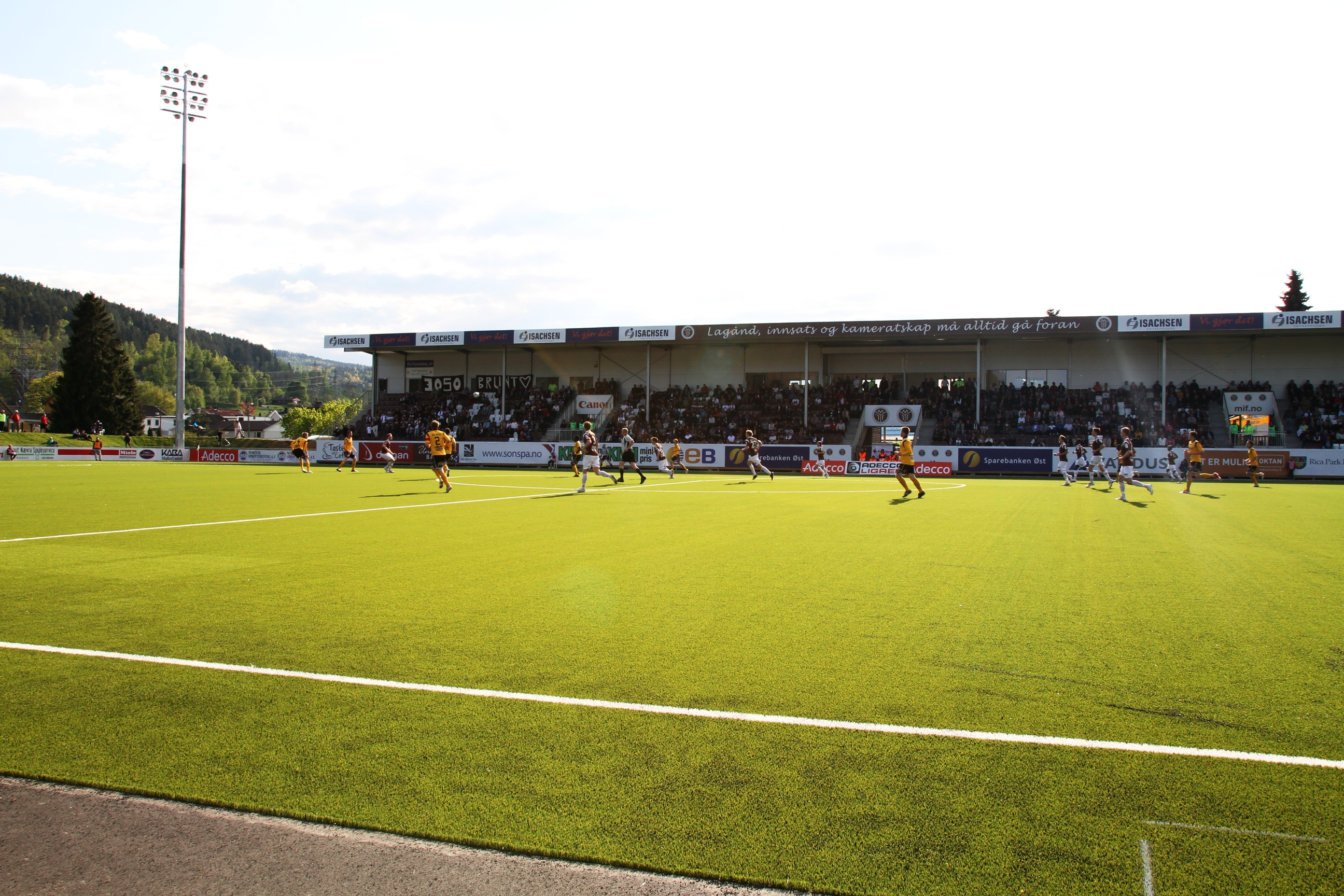
Mjøndalen Stadion

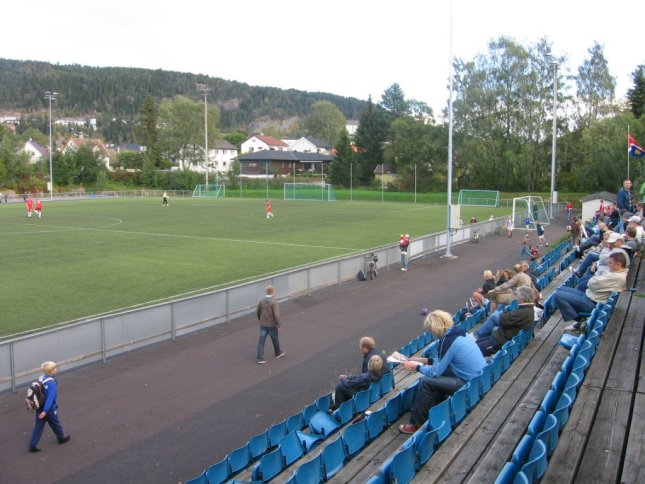
Grefsen Stadion

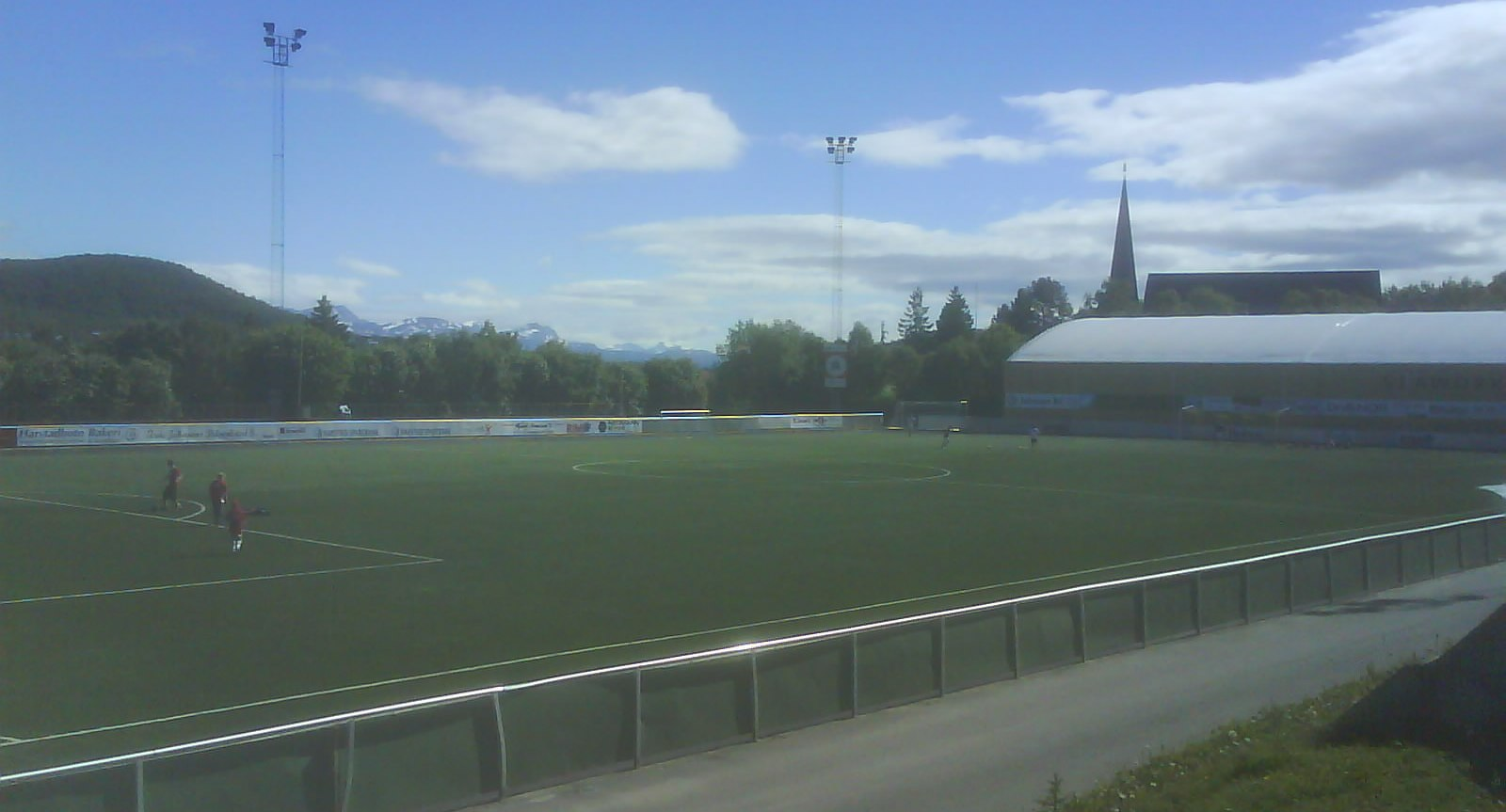
Harstad Stadion

Llista d'estadis de Noruega ordenats per capacitat.
| #  | Estadi                         | Capacitat | Ciutat          | Club                            | Divisió                        |
| -- | ------------------------------ | --------- | --------------- | ------------------------------- | ------------------------------ |
| 1  | Ullevaal Stadion               | 28.000    | Oslo            | Selecció Noruega                |                                |
| 2  | Lerkendal Stadion              | 21.166    | Trondheim       | Rosenborg                       | Eliteserien                    |
| 3  | Brann Stadion                  | 17.686    | Bergen          | Brann                           | Eliteserien                    |
| 4  | Intility Arena                 | 17.233    | Oslo            | Vålerenga                       | Eliteserien                    |
| 5  | Kristiansand Stadion           | 16.600    | Kristiansand    | Donn                            | 3. divisjon                    |
| 6  | Viking Stadion                 | 16.300    | Stavanger       | Viking                          | 1. divisjon                    |
| 7  | Bislett Stadion                | 15.400    | Oslo            | Lyn                             | 3. divisjon                    |
| 8  | Fana Stadion                   | 15.000    | Bergen          | Fana                            | 3. divisjon                    |
|    | Molde Idrettspark              | 15.000    | Molde           | Træff                           | 3. divisjon                    |
| 10 | Sør Arena                      | 14.000    | Kristiansand    | Start                           | Eliteserien                    |
| 11 | Skagerak Arena                 | 13.000    | Skien           | Odd Grenland                    | Eliteserien                    |
| 12 | Fredrikstad Stadion            | 12.500    | Fredrikstad     | Fredrikstad                     | 2. divisjon                    |
| 13 | Åråsen Stadion                 | 12.250    | Lillestrøm      | Lillestrøm                      | Eliteserien                    |
| 14 | Aker Stadion                   | 11.800    | Molde           | Molde                           | Eliteserien                    |
| 15 | Gjøvik Stadion                 | c. 11.000 | Gjøvik          | Gjøvik                          | 3. divisjon                    |
| 16 | Color Line Stadion             | 10.773    | Ålesund         | Aalesund                        | 1. divisjon                    |
|    | Melløs Stadion                 | 10.000    | Moss            | Moss FK                         | 2. divisjon                    |
| 17 | Komplett.no Arena              | 9.000     | Sandefjord      | Sandefjord Fotball              | Eliteserien                    |
| 18 | Haugesund Stadion              | 8.800     | Haugesund       | Haugesund Vard Haugesund        | Eliteserien 2. divisjon        |
|    | Aspmyra Stadion                | 8.800     | Bodø            | Bodø/Glimt                      | Eliteserien                    |
| 20 | Briskeby Arena                 | 7.600     | Hamar           | Hamarkameratene                 | 1. divisjon                    |
| 21 | Marienlyst Stadion             | 7.500     | Drammen         | Strømsgodset                    | Eliteserien                    |
|    | Alfheim Stadion                | 7.500     | Tromsø          | Tromsø                          | Eliteserien                    |
| 23 | Nadderud Stadion               | 7.000     | Bærum           | Stabæk (Femení)                 | Eliteserien Toppserien         |
|    | Pors Stadion                   | 7.000     | Porsgrunn       | Pors Grenland                   | 3. divisjon                    |
|    | Storstadion                    | 7.000     | Sandefjord      | Sandefjord BK                   | 4. divisjon                    |
| 26 | Narvik Stadion                 | c. 6.700  | Narvik          | Mjølner                         | 2. divisjon                    |
| 27 | Fram Stadion                   | c. 6.000  | Larvik          | Fram Larvik                     | 2. divisjon                    |
| 28 | Tønsberg Gressbane             | c. 5.600  | Tønsberg        | Tønsberg                        | 3. divisjon                    |
| 29 | Fosshaugane Campus             | 5.523     | Sogndal         | Sogndal                         | 1. divisjon                    |
| 30 | Nordlandshallen                | 5.500     | Bodø            | Grand Bodø (Femení)             | 1. Divisjon (fem.)             |
|    | Frogner Stadion                | c. 5.500  | Oslo            | Frigg Oslo                      | 3. divisjon                    |
|    | Vallhall Arena                 | c. 5.500  | Oslo            | Vålerenga (Femení)              | Toppserien                     |
| 34 | Jordal Stadion                 | c. 5.000  | Oslo            | Kurér                           | 4. divisjon                    |
|    | Gjemselund Stadion             | 5.000     | Kongsvinger     | Kongsvinger                     | 1. divisjon                    |
|    | Halden Stadion                 | 5.000     | Halden          | Kvik Halden                     | 3. divisjon                    |
| 37 | Idrettsparken (Mandal)         | 4.500     | Mandal          | Mandalskameratene               | 3. divisjon                    |
|    | Jevnaker Stadion               | 4.500     | Jevnaker        | Jevnaker                        | 3. divisjon                    |
|    | Kristiansund Stadion           | 4.277     | Kristiansund    | Kristiansund BK                 | Eliteserien                    |
| 39 | Bryne Stadion                  | 4.200     | Bryne           | Bryne                           | 2. divisjon                    |
|    | Guldbergaunet Stadion          | c. 4.000  | Steinkjer       | Steinkjer                       | 3. divisjon                    |
|    | Sveum Idrettspark              | c. 4.000  | Brumunddal      | Brumunddal                      | 3. divisjon                    |
|    | Atlanten Stadion               | c. 4.000  | Kristiansund    |                                 |                                |
| 44 | Sandnes Idrettspark            | 3.850     | Sandnes         | Sandnes                         | 1. divisjon                    |
| 44 | AKA Arena                      | 3.633     | Hønefoss        | Hønefoss                        | 2. divisjon                    |
| 46 | Varden Amfi                    | 3.500     | Bergen          | Fyllingsdalen                   | 3. divisjon                    |
| 47 | Høddvoll Stadion               | 3.120     | Ulsteinvik      | Hødd                            | 2. divisjon                    |
|    | Notodden Stadion               | 3.000     | Notodden        | Notodden                        | 1. divisjon                    |
| 48 | Myhrer Stadion                 | c. 3.000  | Eidsvoll        | Eidsvold Turn                   | 3. divisjon                    |
|    | Ålgård Stadion                 | c. 3.000  | Ålgård          | Ålgård                          | 3. divisjon                    |
|    | Åsane Idrettspark              | c. 3.000  | Bergen          | Åsane                           | 1. divisjon                    |
|    | Klepp Stadion                  | c. 3.000  | Klepp           | Klepp (Femení)                  | Toppserien                     |
|    | UKI Arena                      | c. 3.000  | Jessheim        | Ullensaker/Kisa                 | 1. divisjon                    |
|    | Seiersten Stadion              | c. 3.000  | Drøbak          | Drøbak/Frogn                    | 3. divisjon                    |
|    | Rolvsrud Stadion               | c. 3.000  | Lørenskog       | Lørenskog                       | 3. divisjon                    |
| 55 | Randaberg Stadion              | 2.800     | Randaberg       | Randaberg                       | 3. divisjon                    |
| 56 | Mjøndalen Stadion              | 2.500     | Mjøndalen       | Mjøndalen                       | 1. divisjon                    |
| 57 | Sarpsborg Stadion              | 2.350     | Sarpsborg       | Sarpsborg 08                    | Eliteserien                    |
| 58 | Føyka Stadion                  | c. 2.000  | Asker           | Asker                           | 2. divisjon                    |
|    | Ullernbanen                    | c. 2.000  | Oslo            | Ullern                          | 3. divisjon                    |
|    | EXTRA Arena                    | c. 2.000  | Trondheim       | Ranheim Trondheims-Ørn (Femení) | Eliteserien Toppserien         |
|    | Kongsberg Stadion              | c. 2.000  | Kongsberg       | Kongsberg                       | 3. divisjon                    |
|    | Ågotnes Stadion                | c. 2.000  | Ågotnes         | Nest-Sotra                      | 1. divisjon                    |
|    | Moan Gress                     | c. 2.000  | Levanger        | Levanger                        | 1. divisjon                    |
|    | Lambertseter Stadion           | c. 2.000  | Oslo            | Lambertseter Mercantile         | 5. divisjon 6. divisjon        |
|    | J.J. Ugland Stadion – Levermyr | c. 2.000  | Grimstad        | Jerv Amazon Grimstad (Femení)   | 1. divisjon Toppserien         |
|    | Sofiemyr Stadion               | c. 2.000  | Oppegård        | Kolbotn                         | Toppserien                     |
| 66 | Idrettsparken (Egersund)       | 1.924     | Egersund        | Egersunds IK                    | 2. divisjon                    |
| 66 | Tromsdalen Stadion             | 1.900     | Tromsø          | Tromsdalen                      | 1. divisjon                    |
| 68 | Strømmen Stadion               | 1.723     | Strømmen        | Strømmen                        | 1. divisjon                    |
| 69 | Raufoss Storhall               | 1.600     | Raufoss         | Raufoss                         | 2. divisjon                    |
| 70 | Ski Stadion                    | 1.500     | Ski             | Follo                           | 3. divisjon                    |
|    | Stampesletta                   | 1.500     | Lillehammer     | Lillehammer                     | 3. divisjon                    |
|    | Nybergsund Stadion             | 1.500     | Nybergsund      | Nybergsund-Trysil               | 2. divisjon                    |
|    | Stord Stadion                  | 1.500     | Stord           | Stord                           | 3. divisjon                    |
| 73 | Grefsen Stadion                | 1,420     | Oslo            | Kjelsås                         | 2. divisjon                    |
| 75 | Elverum Stadion                | 1,400     | Elverum         | Elverum                         | 2. divisjon                    |
| 76 | Åsebøen Stadion                | 1.062     | Kopervik        | Kopervik                        | 3. divisjon                    |
| 77 | Finnmarkshallen                | 1.000     | Alta            | Alta                            | 2. divisjon                    |
| 78 | Stemmemyren                    | 1.000     | Bergen          | Sandviken                       | Toppserien                     |
| 79 | Sandvika Stadion (Kadettangen) | 602       | Bærum           | Bærum                           | 2. divisjon                    |
| 79 | Bjønnes Stadion                | N/A       | Arendal         | Arendal                         | 2. divisjon                    |
|    | Nye Sagbakken Stadion          | N/A       | Mo i Rana       | Mo                              | 3. divisjon                    |
|    | Lystlunden                     | N/A       | Horten          | Ørn-Horten                      | 3. divisjon                    |
|    | Skarbøvik Stadion              | N/A       | Ålesund         | Skarbøvik                       | 3. divisjon                    |
|    | Moseidmoen                     | N/A       | Vennesla        | Vindbjart                       | 3. divisjon                    |
|    | Florø Stadion                  | N/A       | Florø           | Florø                           | 1. divisjon                    |
|    | Kuventræ Stadion               | N/A       | Os (Hordaland)  | Os                              | 3. divisjon                    |
|    | Stranda Stadion                | N/A       | Mosjøen         | Lofoten                         | 3. divisjon                    |
|    | Prestegardsmoen                | N/A       | Voss            | Voss (Femení)                   | 3. divisjon 1. Divisjon (fem.) |
|    | Måløy Stadion                  | N/A       | Måløy           | Tordado Måløy                   | 3. divisjon                    |
|    | Øverlands Minde                | N/A       | Stjørdalshalsen | Stjørdals-Blink                 | 2. divisjon                    |
|    | Grue Stadion                   | N/A       | Grue            | Grue Idrettslag                 | 4. divisjon                    |
|    | SIF Stadion                    | N/A       | Stavanger       | Stavanger                       | 4. divisjon                    |
|    | Kleppen Stadion                | N/A       | Namsos          | Namsos                          | 4. divisjon                    |
|    | Harstad Stadion                | N/A       | Harstad         | Medkila (Femení)                | Toppserien                     |

Estadis demolits o sense ús a data de 2013:
- Krohnsminde (graderies demolides)
- Kråmyra Stadion (demolit)
- Old Fredrikstad Stadion (demolit)
- Stavanger Stadion (sense ús)
- Telenor Arena (sense ús)
- Voldsløkka Stadion (sense ús)